# Aldo van Eyck aan het Bertelmanplein
Aldo van Eyck aan het Bertelmanplein is een overzicht van speeltoestellen die de architect Aldo van Eyck ontwierp voor het Bertelmanplein in Amsterdam-Zuid.

## Geschiedenis
Het genoemde plein werd rond 1947 een proeftuin voor de aanleg voor openbare speelterreinen in Amsterdam. Tot dan toe werden speelplaatsen beheerd door verenigingen, waarvoor contributie moest worden betaald. De gemeente Amsterdam wilde daar verandering in brengen en schakelde haar Publieke Werken in. Het duo Jacoba Mulder en Aldo van Eyck samen met Cornelis van Eesteren kwam met een soort basisontwerp voor openbare speelplaatsen. Voor dit ontwerp ontwierp van Eyck hier een zandbak, springstenen (hier nog in de zandbak), duikelrekken, een klimladder en een prototype van zijn latere tunnel/klimboog. Alles werd daarbij afgeschermd met bomen. De zandbak had een vereenvoudigde vorm (rechthoek van 20 x 30 meter), waarbij de rand het zand binnen de bak moest houden en de ouders er eigenlijk buiten; het diende tot zitelement, maar kinderen konden er ook overheen rennen. Op diverse plaatsen had de staande rand een verlaging, een soort instap. De springstenen hadden oorspronkelijk een andere functie. Zoals foto’s uit die tijd laten zien, waren ze eigenlijk bedoeld om er zandtaartjes te maken. Van Eyck kwam later op het idee deze verhogingen ook buiten de zandbak te plaatsen. Om het gebruik in te schatten mochten de kinderen van Van Eyck als proefpersonen dienen. Van Eyck en collega Mulder mochten na deze geslaagde proef meer dan zevenhonderd speelplaatsen in de stad inrichten, waarvan er in 2001 nog slechts negentig over waren. In de jaren zestig werd er een nieuw speelobject toegevoegd; het is een klimrek bestaande uitgeschakelde zeshoekige elementen, die net als de overige ontwerpen van Van Eyck eenvoudig aan elkaar gekoppeld konden worden. Van Eyck zou er tot in de Verenigde Staten bekend mee worden.

## Afbeeldingen

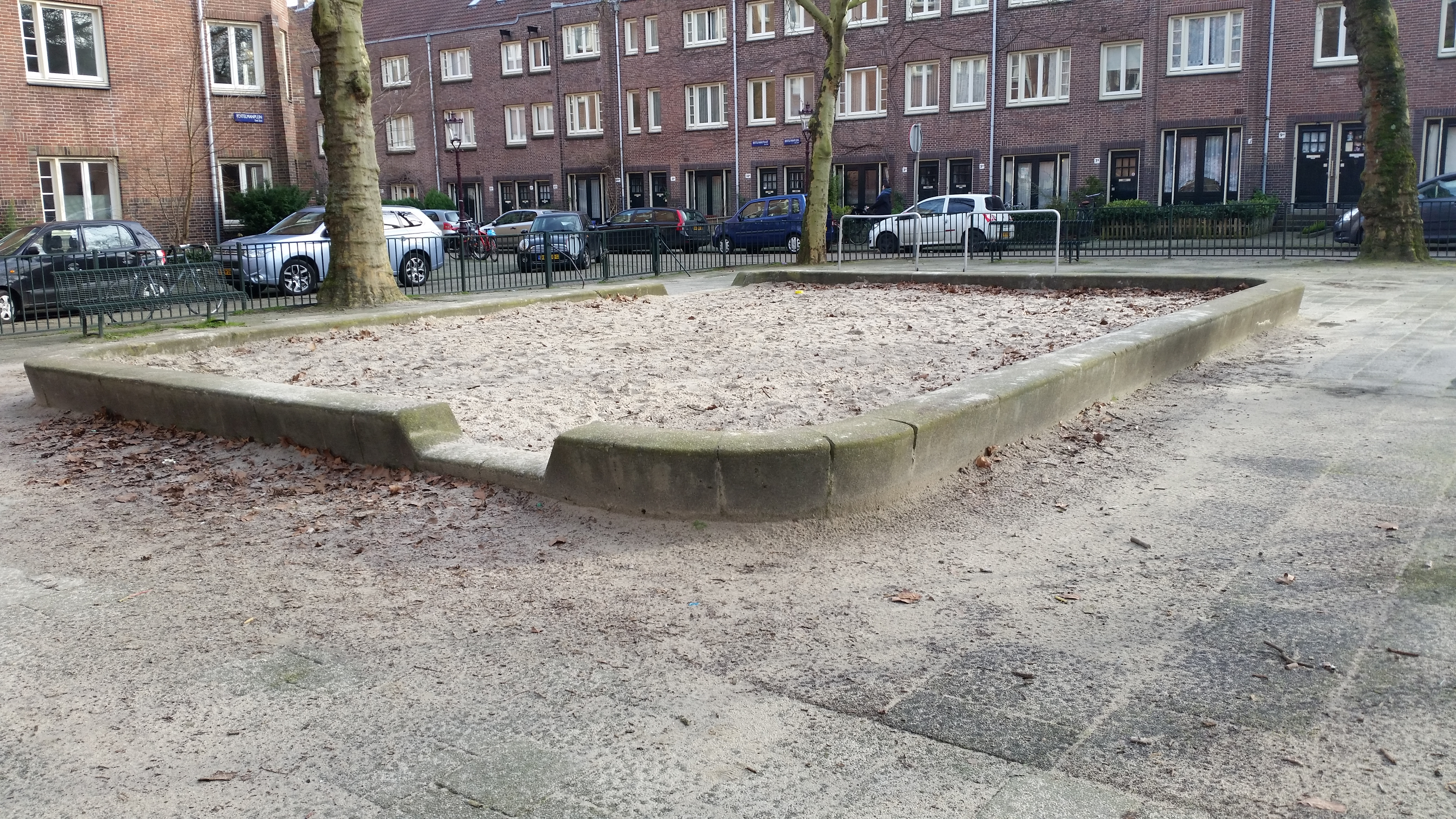
Zandbak met daarachter duikelrekken (januari 2020)
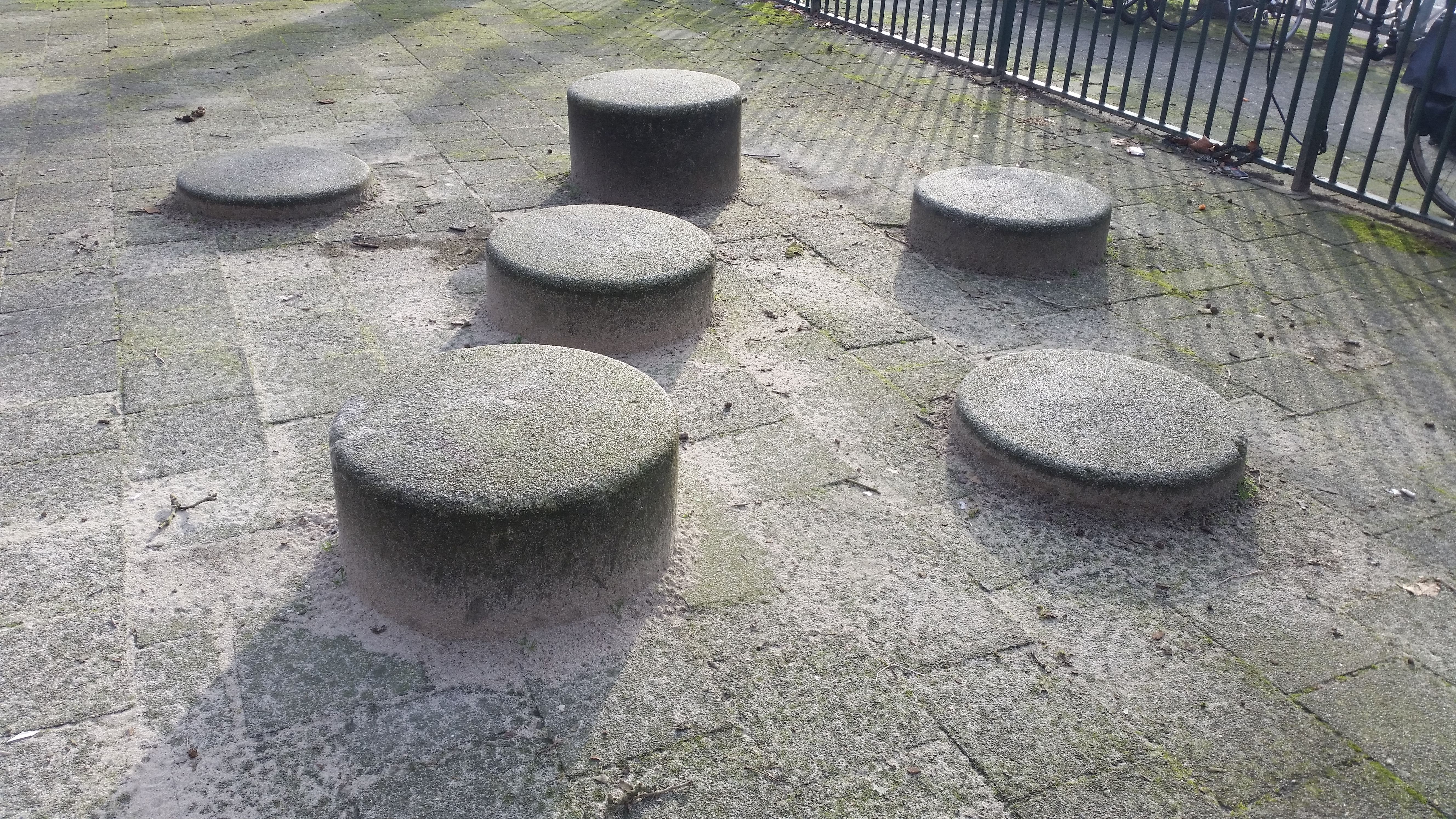
Zogenaamde springstenen (januari 2020)
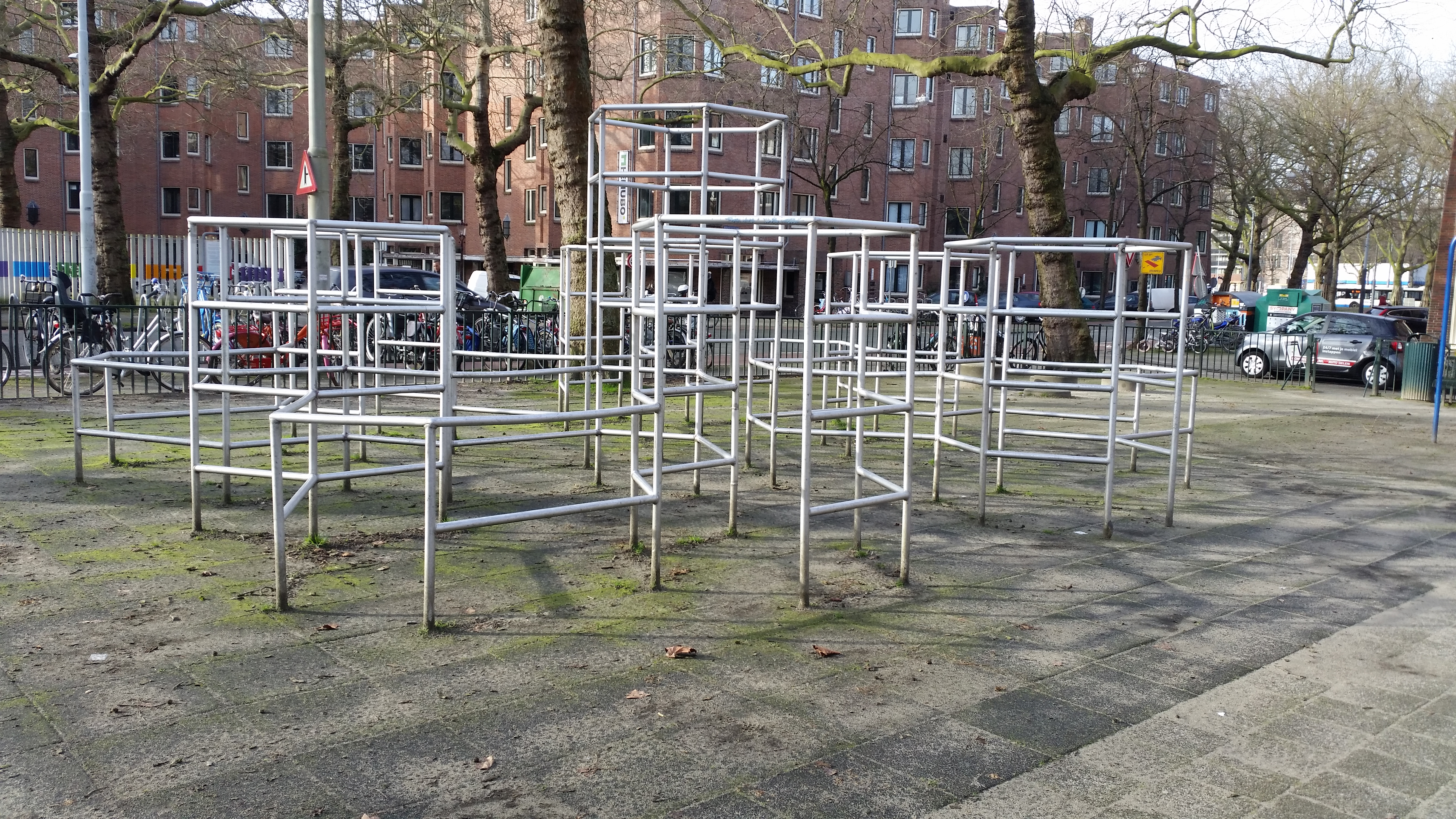
Klimrek met zeshoeken (januari 2020)
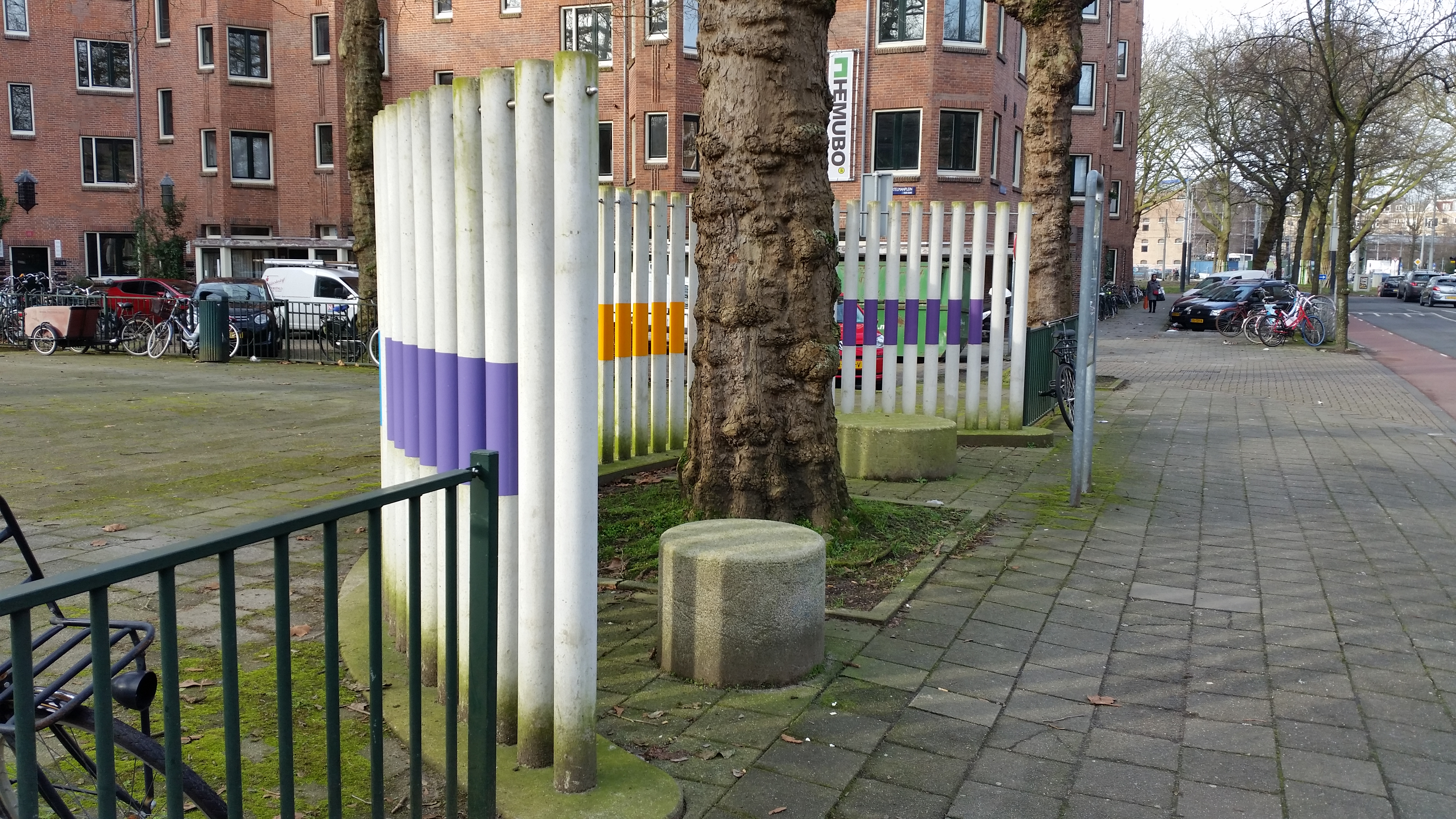
Palenwand met toelichting op het werk van Van Eyck (januari 2020)